# سيف البلوشي
سيف البلوشي (مواليد 15 سبتمبر 1998) لاعب كرة قدم إماراتي يجيد اللعب كحارس مرمى لعب سابقاً مع نادي بني ياس الإماراتي.